# Saint Lucy

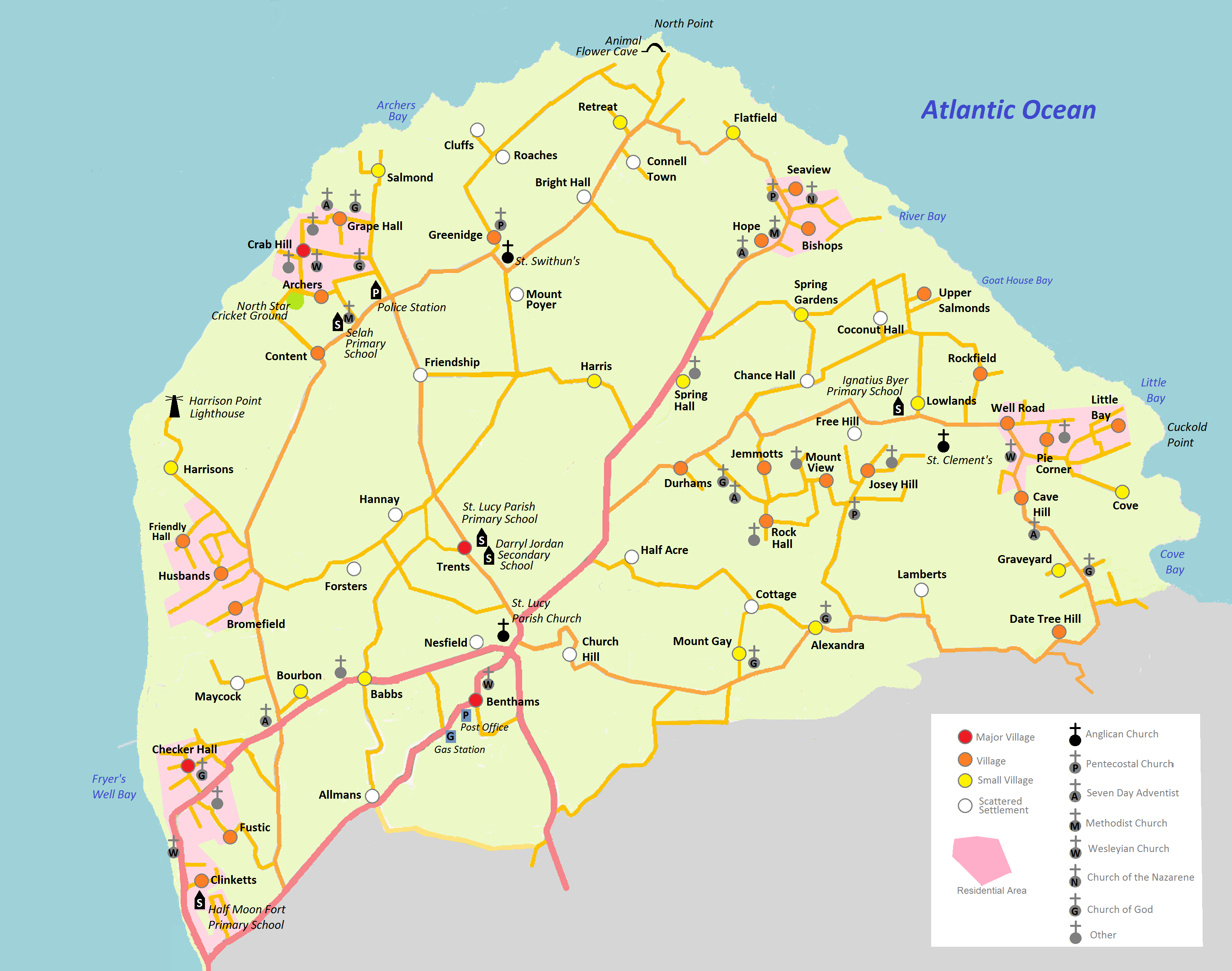
Detaljkarta

Saint Lucy är en parish i Barbados. Den ligger i den norra delen av landet. Antalet invånare är 9 706. Arean är 36 kvadratkilometer.
I Saint Lucy finns orten Crab Hill. Utanför Saint Lucy finns vikarna Archer's Bay och Maycock's Bay.